# 八神純子
八神 純子（やがみ じゅんこ、1958年1月5日 - ）は、日本の歌手・シンガーソングライター。アメリカ合衆国在住。
日本を代表するシンガーソングライターとしてアメリカの音楽賞で殿堂入りの経験を持つ、ジューン・スタンレー (June Stanley) 名義での活動もある。

## 人物・経歴

### 生い立ち
1958年1月5日、八神製作所創業家出身で後に同社第4代会長となる八神良三の長女として、名古屋市千種区で生まれる。
3歳からピアノを、小学校1年生から日本舞踊を習う。幼い頃から歌が大好きで、自宅でも壁に向かってザ・ピーナッツやシャーリー・バッシーの歌を歌い続け、両親を呆れさせたという。
一方で、八神は自分の少女時代について「小学校の頃はすごく不器用でぎこちなくて、自分のことが好きではなかった。運動が得意な子はもてはやされ目立っていましたが、私は内気でまったく目立たない存在でした」とインタビューで語っている。
愛知淑徳高等学校に入学すると、フォークギターのサークルを作り、ギターを持って他校の文化祭へ行ったこともあった。ヤマハのボーカルタレントスクールにも通い始め、歌の練習に明け暮れていた。また高校在学中に曲を作り始め、1974年の16歳のときに初めて「雨の日のひとりごと」を作詞・作曲した。

### プレデビュー
1974年10月13日に開催された『第8回ヤマハポピュラーソングコンテスト』に出場し、「雨の日のひとりごと」で優秀曲賞に入賞。同大会では「幸せの時」もノミネートされ入賞曲に選ばれた。同一大会で2曲ノミネートされ同時入賞したのは、つま恋で本選会が開かれてからは、後にも先にも八神だけである。その後「雨の日のひとりごと (Junko's Dream)」で『第5回世界歌謡祭』に出場し、本選に進出した。
愛知淑徳高校在学中の音楽活動について、八神は「派手なことは許さない学校だったので、コンテストなどに出るたび職員室に呼び出され、慎みなさいと注意された」と回顧している。
1974年12月10日、シングル「雨の日のひとりごと」で、キャニオン・レコードのAARD-VARKレーベルよりプレ・デビュー。翌1975年2月10日には2枚目のシングル「幸せの時」もリリースされた。
1975年5月に開催された『第9回ヤマハポピュラーソングコンテスト』にも出場し「幸せの国へ」で優秀曲賞に入賞。また2年連続で「幸せの国へ (Hand in Hand) 」で『第6回世界歌謡祭』に出場した。八神はこの世界歌謡祭に出場していた外国人アーティストに誘われ、海外での音楽祭やコンテストにも挑戦する決意を固めたと語っている。高校3年生であった1976年には、『第17回チリ音楽祭』に参加、オーケストラをバックに和服姿で「もう忘れましょう (I Shall Forget) 」を歌って6位に入賞した。
高校卒業後は音楽の道に進み、プロデビュー前の1976年からデビュー後の1980年まで、文化放送で霊友会提供の帯番組『デデと純子のミュージックトリップ』にデデこと川村尚と出演していた。
デビュー当時に制作された「小さなさくら貝」は、スローテンポでフォークソング調の曲だったが、当時は発表されなかった。ポプコン30周年を記念としてキングレコードからリリースされたベストアルバム「ポプコン・スーパー・セレクション」シリーズの1枚として、2003年3月26日に発売された『ポプコン・スーパー・セレクション 八神純子 ベスト』（規格品番：KICS-2401）に未発表曲として初収録されている。

### 本格デビュー
1978年1月5日、20歳の誕生日にディスコメイトレコードより、シングル『思い出は美しすぎて』でプロ歌手として本格デビューを果たす。この曲はオリコン最高位25位、売上12万枚のヒットとなった。同年6月25日、デビュー・アルバム『思い出は美しすぎて』を発売、オリコン最高位5位のヒットとなる。
また、デビュー当初からネム音楽院出身の選りすぐりメンバーで構成された専属バックバンド「メルティングポット」を率いていたのは当時としては画期的なことだった。
続いて同年5月5日、シングル『さよならの言葉』をリリース。この曲は1977年に開催された『第13回ヤマハポピュラーソングコンテスト』でグランプリを受賞した小野香代子の楽曲のカバーであった。しかし、シングルが自作曲でなくカバーとなったことは八神にとっても不本意であった。セールス結果もそうした状況を反映して前作のヒットとはうらはらに、オリコン最高位67位、売上1.9万枚にとどまった。
八神が「さよならの言葉」を歌うに至った事情についての詳細は「さよならの言葉#八神純子」を参照。シングル『さよならの言葉』のカップリング曲「恋人同志」は「ロッテ 歌のアルバム」のテーマソングに起用された。髪に薔薇を刺して生で歌っていた。

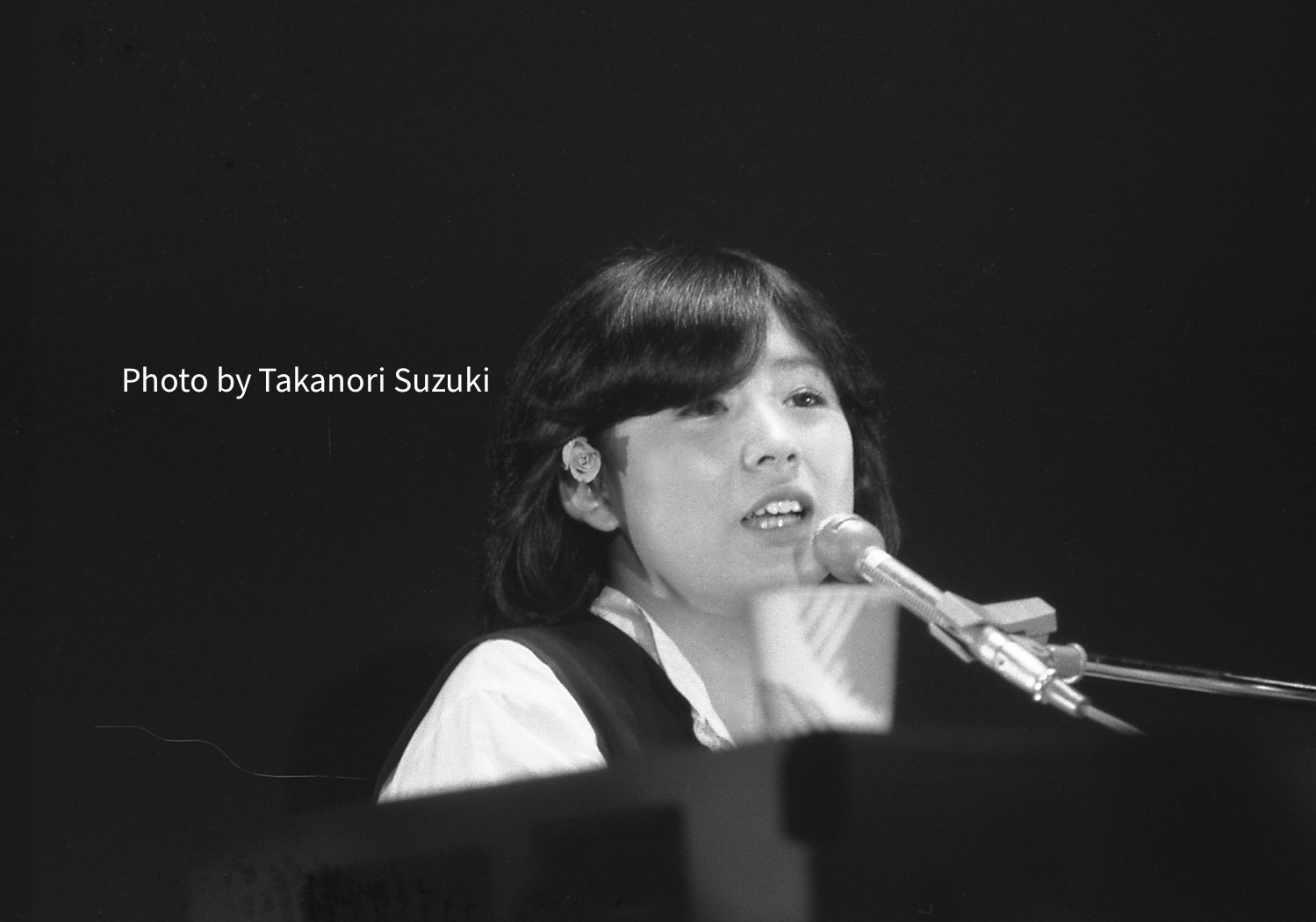
「恋人同志」を歌う八神純子

### 「みずいろの雨」が大ヒット
シングル『さよならの言葉』の売上低迷により、八神は歌手引退も考える状況に追い込まれた。次の楽曲作りに迷っていたとき、東京・原宿の歩道橋で不意に曲想を得て「みずいろの雨」を作曲することになる（作詞は三浦徳子が手掛けた）。八神は「『みずいろの雨』は岩崎宏美の声を想定して書いた曲で、前のシングルが思うように売れなかったので、歌手を引退して作家への転身を考えていた」が、しかし「自分で歌ってみたところ、とても評判が良くレコーディングとなった」と語っている。
同年9月5日に「みずいろの雨」をシングルとしてリリースしたところ、有線放送やラジオ番組を中心にリクエスト回数が増え始めてオリコンチャートの順位も上昇し、TBS系で1978年1月19日より放映開始された音楽番組『ザ・ベストテン』の注目曲を紹介するコーナー「今週のスポットライト」へ同年10月19日に出演したことで全国区に知名度を上げた。八神は「一夜にして大ブレイクした」と語っている。
それに伴いテレビの音楽番組への出演も増え、『ザ・ベストテン』の司会者だった久米宏からは、八神が毎回登場する度に体型や容姿、衣装の話などでよくからかわれていたが、八神は「私がいつも緊張していたのをほぐしてくださったのだと思います」と好意的に受け止めている。また黒柳徹子については「本当に勉強家で努力家で、お仕事させていただくたびに脱帽でした。本番前のリサーチが素晴らしかった」と尊敬の念を述べている。

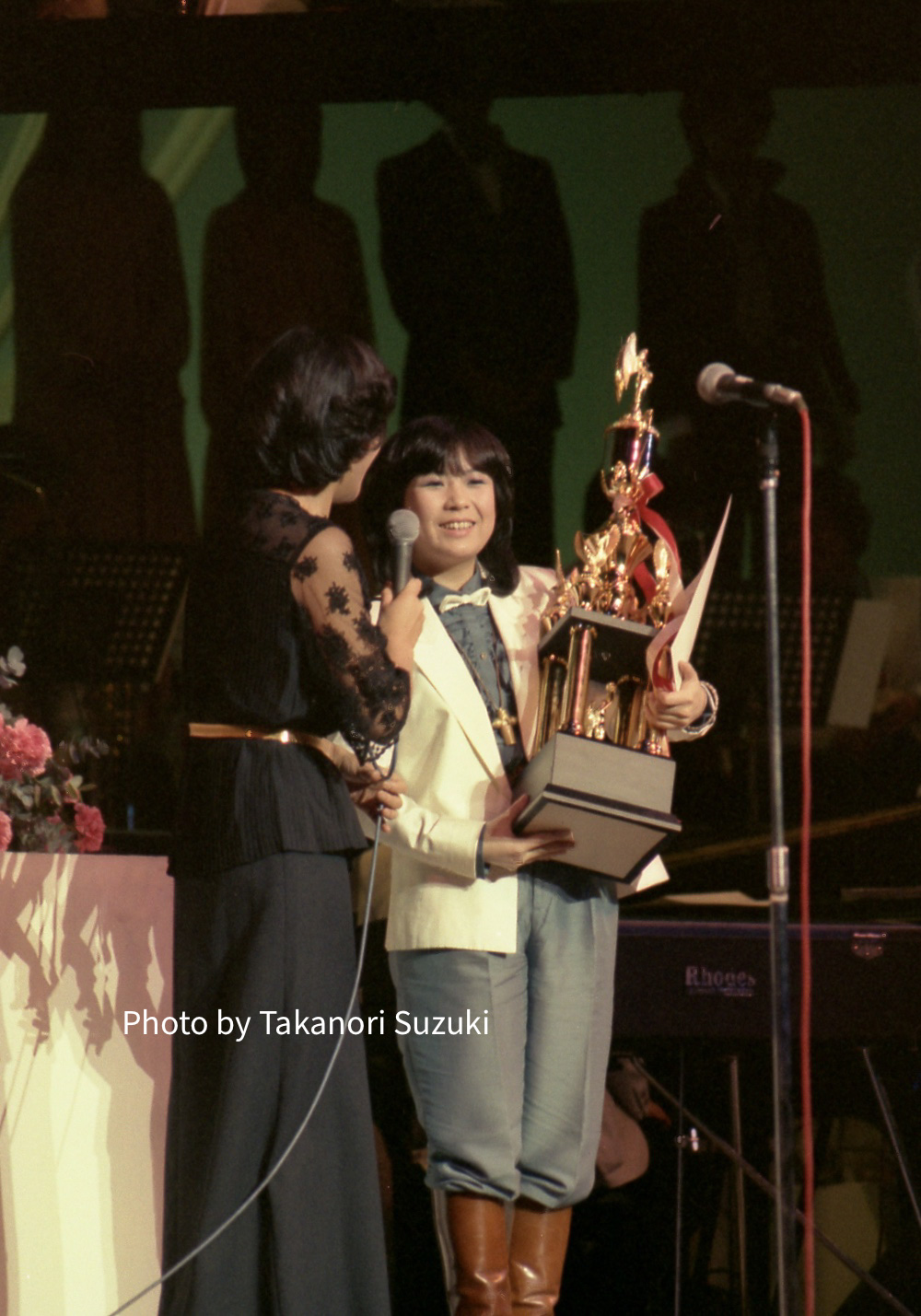
リスナーズグランプリ受賞式（1978年12月）

シングル「みずいろの雨」はオリコン最高位2位、売上60万枚の大ヒット曲となった。同年12月にはこの曲で「ライオンリスナーズグランプリ・FM東京最優秀新人賞」を受賞した。
1978年10月1日には、八神純子オフィシャルファンクラブが結成され、会報『はろーあんどぐっばい』が刊行された。

初めてのファンミーティング

翌1979年4月5日には、セカンド・アルバム『素顔の私』を発表しオリコン最高位1位を獲得。同年には、「想い出のスクリーン」「ポーラー・スター」と、立て続けにシングルヒットを飛ばした。
ピアノ弾き語りをしながらサンバホイッスルを吹くというスタイルを特徴とし、首からいつもトレードマークのように十字型のサンバホイッスルを下げていた。「チリ音楽祭」への出場は大きな影響をもたらし、初期のヒット曲はボサノバやサンバのリズムが響く、ラテン系の哀愁と情熱を漂わせたマイナーコードの曲が多かった。八神自身も「昔は暗かったですよね。でもマイナー調のパッションは美しいと今も思っている」と語る。

### アメリカ滞在後
八神は1980年4月から54日間、アメリカのロサンゼルスに渡り、一般人家庭にホームステイした。帰国後の同年7月21日にリリースしたシングル「パープルタウン 〜You Oughta Know By Now〜」がオリコン最高位2位、売上60万枚の大ヒットとなった。この曲はアメリカ滞在の体験をもとにニューヨークの街並みをパワフルに歌い上げたもので、JALPAK「I LOVE NEWYORKキャンペーン」CMイメージソングとして使用された。
この曲は、前半はレイ・ケネディの「You Oughta Know By Now」（邦題：ロンリー・ガイ）のアレンジとメロディーラインの一部をベースに作曲され、後半サビの部分は八神のオリジナルという構成であった。しかし当初は『パープルタウン』として発売され、さらに初回プレス盤にはケネディの名がクレジットされていなかったため、発売直後に「盗作ではないか」と騒ぎになった。これに対して発売元のディスコメイトレコードは、ケネディから楽曲使用の許可を取っていることと、原曲の権利関係が複雑な上にCM音源を急遽レコード化したことで手違いが生じたという事情を説明した。再プレス盤からはタイトルに原題「You Oughta Know By Now」が併記され、ケネディら3人が追加でクレジットされたことで和解した。疑惑は晴れて、八神はこの曲で同年の『第31回NHK紅白歌合戦』（NHK総合・ラジオ第1、#NHK紅白歌合戦出場歴参照）に初出場を飾った。
また、同年11月5日のシングル「Mr.ブルー 〜私の地球〜」は、NHK総合『パノラマ太陽系』のテーマソングに起用され、1981年には「I'm A Woman」（ヤマハオーディオ）、1982年には『サマー イン サマー 〜想い出は、素肌に焼いて〜』（JAL沖縄キャンペーン'82）と、企業タイアップ曲で着実にシングルヒットを飛ばした。
八神はこの頃、郷ひろみとの交際が女性週刊誌などで取り沙汰されたこともあったが、八神の話によると郷は映画や食事に行く程度の友人に過ぎず、恋人ではなかったという。
1983年にはプロデューサーにブルックス・アーサーを迎え、全曲英語のアルバム『I WANNA MAKE A HIT WIT-CHOO (恋のスマッシュヒット) 』をアメリカで制作・発表した。しかし出来映えに満足できず英語での表現に自らの限界を感じて、いつか英語で音楽や映画を楽しめるようになりたいと海外移住の夢が生まれた。そうした心境の変化により、同年12月5日発表のアルバム『FULL MOON』を最後に、デビュー当時から所属していた財団法人ヤマハ音楽振興会を離れる。

### 結婚・アメリカ移住
ヤマハからの移籍と同時に、レコード会社もディスコメイトレコードからアルファ・ムーンへ移籍。1985年から1986年にかけて、『COMMUNICATION』『純』『ヤガマニア』の3枚のアルバムを発表した。
1986年2月7日、八神は2歳上のイギリス人の音楽プロデューサー、ジョン・スタンレー (John Stanley)と結婚、ハワイで挙式した。秋に渡米し、カリフォルニア州シミバレーのウッドランチに在住。1989年に長女を、1993年に長男を出産した。
結婚後は活動の拠点をロサンゼルスに移し、日本での音楽活動はコンサートのたびに来日しており、1990年以降は毎年帰国してコンサートやディナーショーを行っていた。
しかし、2001年9月11日にアメリカ同時多発テロ事件が発生。八神はショックを受けて飛行機に乗ることが怖くなってしまった。さらにテロ事件の1週間前、当時住んでいたカリフォルニアで友人の家族3人が自宅で知人に射殺される銃撃事件があり、恐怖から子供と離れられなくなってコンサートの予定をキャンセルしてしまう。テロ事件後はアメリカでの不安定な社会情勢の中で、日米を行き来してコンサートの企画を立てることが困難となった。そのため、2000年末のクリスマスコンサートを最後に、毎年恒例であった日本でのコンサートを中断する。
以降、2000年代にはシングルやアルバムの発表も途絶え、ほぼ活動停止状態となっていた。しかし日本ではその間にもベストアルバムが売れ続け、2002年に『八神純子 CD-BOX』、2009年には『八神純子 1974〜1986 SINGLES plus』とCD-BOXが2回発売された。
2010年には、8月21日放送の『思い出のメロディー』と、後日放送された『SONGS』（共にNHK総合テレビ）に出演し、久々に日本のテレビ番組で歌唱したことで、視聴者やファンからは復帰を望む声が高まった。八神はのちに、それまで「自分はもうやり尽くした」と思っていたが、番組出演とその反響により、また日本で歌いたいという思いが生まれてきたと語っている。

### 音楽活動再開
2人の子供が大きくなったこともあり、日本での音楽活動の再開を考えていた矢先に、東日本大震災が発生した。「私の世界をこれ以上狭くしたくない」「心配するだけで何も挑戦しない人生はやめよう、東北に行って被災者の人たちと今を生きよう」という思いから急遽帰国。被災地で炊き出しと合わせたライブ活動を行った。5月15日・16日には、岩手県陸前高田市や宮城県南三陸町での支援活動を行い、震災後に作ったバラード「翼」を歌った。『トランス・パシフィック・キャンペーン』を自ら企画して被災地支援活動を継続し、チャリティーイベントやコンサート活動などを行った。八神はのちに、このときの体験を「9.11で閉まったドアが、3.11で開いた」と語っている。
同年11月2日には凱旋ライブとして、約10年ぶりとなる日本公演を東京・渋谷のライブハウス「SHIBUYA-AX」で開催。公演は成功を収め、翌日にはgoogle検索ワード第1位になるほどの注目を集めた。
翌2012年1月25日、15年ぶりのニューアルバム『VREATH 〜My Favorite Cocky Pop〜』、ニューヨーク在住の大江千里とコラボレーションしたシングル「さくら証書」を発売。同年2月15日から、25年ぶりとなる日本での全国ツアー『翼 -私の心が聞こえますか。-』を奈良県文化会館国際ホールを皮切りに開催した。
2013年2月24日、『NHKのど自慢』（滋賀県大津市・大津市民会館で開催）に初出演し「さくら証書」をピアノの伴奏で歌う。
震災2年後の2013年3月11日、東北支援チャリティーシングルCD『翼／かれ木に花を咲かせましょう』を発表。同年4月12日の東京国際フォーラムホールCを皮切りに全国ツアー『Here I am』がスタート。同年6月5日、21世紀初となるオリジナル・アルバム『Here I am 〜Head to Toe〜』を発表。
2015年9月21日、公式YouTubeチャンネルにて、同年12月に2年半ぶりにアルバム『There you are』をリリースすると発表。同年11月20日、アルバム『There you are』の詳細が発表され、12月18日にハイレゾで先行配信、翌2016年1月13日にCDリリース、同時にソニー・ミュージックダイレクト内に自主レーベル「Listen J Label」を発足させると発表した。
2016年1月16日、八神純子オフィシャルファンクラブ「Key of J」を再開。同年には第14回グッドエイジャー賞を受賞した。その後もBunkamuraオーチャードホールでのコンサート「ヤガ祭り」、全国を巡るコンサートツアー「キミの街へ」など、ライブ活動を継続している。またアメリカでも「LA スプリングプレミアコンサート」として杏里や大江千里と共演した。
2019年にはニューアルバムをレコーディング中としていたが、同年末からの新型コロナウイルス感染症の世界的流行の影響などもあってアルバムリリースが延期。同年8月21日に配信限定シングルとして「Here We Go!」が配信開始された。
2021年9月29日に、およそ6年ぶりとなるオリジナル・アルバム『TERRA -here we will stay』をリリース。
2022年8月、米国の音楽賞である第2回 Women Songwriters Hall of Fame（WSHOF）で殿堂入り。日本人の殿堂入りは初。

## ディスコグラフィー

### シングル
| #                                               | タイトル                                      | B面（カップリング）                                                                              | 発売日                           | 形態                             | 規格品番                         | 備考 |
| キャニオン・レコード / AARD-VARK                | キャニオン・レコード / AARD-VARK              | キャニオン・レコード / AARD-VARK                                                                 | キャニオン・レコード / AARD-VARK | キャニオン・レコード / AARD-VARK | キャニオン・レコード / AARD-VARK | キャニオン・レコード / AARD-VARK                                                                                        |
| ----------------------------------------------- | --------------------------------------------- | ------------------------------------------------------------------------------------------------ | -------------------------------- | -------------------------------- | -------------------------------- | --- |
| 1st                                             | 雨の日のひとりごと                            | 何故だかつらいの                                                                                 | 1974年12月10日                   | EP                               | AV-41                            | 第8回ヤマハポピュラーソングコンテスト優秀曲賞 第5回世界歌謡祭出場曲                                                     |
| 2nd                                             | 幸せの時                                      | 私だけのあなた                                                                                   | 1975年2月10日                    | EP                               | AV-51                            | 第8回ヤマハポピュラーソングコンテスト入賞曲                                                                             |
| ディスコメイトレコード                          |                                               |                                                                                                  |                                  |                                  |                                  | |
| 3rd                                             | 思い出は美しすぎて                            | エンドレス・サマー (Endless Summer)                                                              | 1978年1月5日                     | EP                               | DSF-116                          | |
| 4th                                             | さよならの言葉                                | 恋人同志                                                                                         | 1978年5月5日                     | EP                               | DSF-121                          | 1977年、小野香代子が第13回ヤマハポピュラーソングコンテストでグランプリを獲得した同名曲のカバー。                        |
| 5th                                             | みずいろの雨                                  | 目覚めたときに                                                                                   | 1978年9月5日                     | EP                               | DSF-125                          | |
| 6th                                             | 想い出のスクリーン                            | 雨の休日                                                                                         | 1979年2月5日                     | EP                               | DSF-127                          | |
| 7th                                             | ポーラー・スター                              | ビューティフル・デー                                                                             | 1979年7月25日                    | EP                               | DSF-130                          | |
| 8th                                             | 甘い生活                                      | 海のメロディー                                                                                   | 1980年2月5日                     | EP                               | DSF-135                          | |
| 9th                                             | パープルタウン 〜You Oughta Know By Now〜     | 漂流                                                                                             | 1980年7月21日                    | EP                               | DSF-204                          | |
| 10th                                            | Mr.ブルー 〜私の地球〜                        | 夏の日の恋                                                                                       | 1980年11月5日                    | EP                               | DSF-207                          | |
| 11th                                            | I'm A Woman                                   | ネバーランドの男の子 〜FLY! PETER PAN〜                                                          | 1981年3月21日                    | EP                               | DSF-210                          | |
| 12th                                            | 恋のマジックトリック                          | For You                                                                                          | 1981年8月21日                    | EP                               | DSF-217                          | |
| 13th                                            | サマー イン サマー 〜想い出は、素肌に焼いて〜 | No Return                                                                                        | 1982年3月5日                     | EP                               | DSF-227                          | |
| 14th                                            | Touch you, tonight                            | Miss プルーメリア                                                                                | 1982年10月21日                   | EP                               | DSF-235                          | |
| 15th                                            | ラブ・シュープリーム 〜至上の愛〜             | ユキの愛                                                                                         | 1983年2月5日                     | EP                               | DSF-239                          | アルバム『LONELY GIRL』に収録しているアルバムバージョンは一部歌詞とアレンジが異なる。                                   |
| 16th                                            | 恋のスマッシュ・ヒット                        | マンハッタンに魅せられて                                                                         | 1983年7月21日                    | EP                               | DSF-243                          | A面/B面ともに全て英語歌詞。                                                                                             |
| 17th                                            | NATURALLY (ナチュラリー)                      | 夕映え                                                                                           | 1983年8月5日                     | EP                               | DSF-244                          | |
| 18th                                            | 黄昏のBAY CITY                                | Lady-Ready                                                                                       | 1983年11月21日                   | EP                               | DSF-245                          | |
| アルファ・ムーン                                |                                               |                                                                                                  |                                  |                                  |                                  | |
| 19th                                            | チーター (CHEATER)                            | ジョハナス・バーグ                                                                               | 1985年1月5日                     | EP                               | MOON-717                         | |
| 20th                                            | COMMUNICATION (Extended Club Mix)             | REACHING OUT                                                                                     | 1985年3月25日                    | 12inch                           | MOON-13004                       | 12インチシングルで発売された。 アルバム『COMMUNICATION』収録の同名曲のリミックス。 歌詞はオリジナルと多少異なっている。 |
| 21st                                            | 素敵ダウンタウン ジミー                       | REACH OUT IN THE NIGHT                                                                           | 1985年11月10日                   | EP                               | MOON-723                         | |
| 22nd                                            | FUN CITY                                      | 摩天楼のハリケーン                                                                               | 1986年5月10日                    | EP                               | MOON-727                         | |
| 23rd                                            | カメレオン                                    | 金色のサプライズ                                                                                 | 1986年11月10日                   | EP                               | MOON-730                         | |
| NECアベニュー                                   |                                               |                                                                                                  |                                  |                                  |                                  | |
| 24th                                            | WORKING WOMAN（良妻賢母）                     | Crazy Love                                                                                       | 1987年11月22日                   | EP                               | N07E-7                           | |
| 25th                                            | TRUTH HURTS（真実は傷つくもの…）              | WORKING WOMAN（良妻賢母）                                                                        | 1988年2月21日                    | 8cmCD                            | N10C-3                           | |
| 26th                                            | セニョリータ                                  | S・O・S                                                                                          | 1989年3月10日                    | EP                               | N07E-26                          | |
| 26th                                            | セニョリータ                                  | S・O・S                                                                                          | 1989年3月10日                    | 8cmCD                            | N10C-19                          | |
| 27th                                            | 8月のエトランゼ                               | SUMMER TIME                                                                                      | 1990年2月21日                    | 8cmCD                            | NADL-1006                        | |
| 28th                                            | Eurasian                                      | Love Light                                                                                       | 1992年11月21日                   | 8cmCD                            | NADL-1037                        | |
| 29th                                            | たとえ叶わない夢でもこれでいい                | 愛の炎 〜THE FLAME OF LOVE〜                                                                     | 1993年7月21日                    | 8cmCD                            | NADL-1060                        | |
| 30th                                            | TEARDROPS                                     | タイトロープ                                                                                     | 1993年12月21日                   | 8cmCD                            | NADL-1064                        | |
| テイチク                                        |                                               |                                                                                                  |                                  |                                  |                                  | |
| 31st                                            | Puesta der sol                                | あしたの私へ Little Heaven                                                                       | 2000年7月21日                    | Maxi                             | TECN-15638                       | |
| ソニー・ミュージックダイレクト                  |                                               |                                                                                                  |                                  |                                  |                                  | |
| 32nd                                            | さくら証書                                    | あなたを愛しすぎて                                                                               | 2012年1月25日                    | Maxi                             | MHCL-2012                        | |
| ソニー・ミュージックダイレクト / CS RECORDS     |                                               |                                                                                                  |                                  |                                  |                                  | |
| -                                               | 翼                                            | かれ木に花を咲かせましょう かれ木に花を咲かせましょう(斉唱) （歌：八神純子と大槌町のこどもたち） | 2013年3月11日                    | Maxi                             | DQCL-2830                        | コンサート会場およびチャリティ・イベント会場、オフィシャル・ホームページのみでの販売。                                  |
| ソニー・ミュージックダイレクト / GT music       |                                               |                                                                                                  |                                  |                                  |                                  | |
| 33rd                                            | チョコと私                                    | ピアノとわたし（ボーナス・トラック） ヒピディ・ホプディ・パンプ（ボーナス・トラック）            | 2014年2月26日                    | Maxi                             | MHCL-2425                        | |
| ソニー・ミュージックダイレクト / Listen J Label |                                               |                                                                                                  |                                  |                                  |                                  | |
| 34th                                            | Here We Go!                                   |                                                                                                  | 2019年8月21日                    | 音楽配信                         |                                  | |

### アルバム

#### オリジナルアルバム
| #                                               | 発売日                 | タイトル                    | 形態                   | 規格品番               |
| ディスコメイトレコード                          | ディスコメイトレコード | ディスコメイトレコード      | ディスコメイトレコード | ディスコメイトレコード |
| ----------------------------------------------- | ---------------------- | --------------------------- | ---------------------- | ---------------------- |
| 1st                                             | 1978年6月25日          | 思い出は美しすぎて          | LP                     | DSF-5010               |
| 1st                                             | 1978年6月25日          | 思い出は美しすぎて          | CT                     | DCF-1508               |
| 2nd                                             | 1979年4月5日           | 素顔の私                    | LP                     | DSF-5014               |
| 2nd                                             | 1979年4月5日           | 素顔の私                    | CT                     | DCF-1510               |
| 3rd                                             | 1980年4月21日          | Mr.メトロポリス             | LP                     | DSF-5017               |
| 3rd                                             | 1980年4月21日          | Mr.メトロポリス             | CT                     | DCF-1512               |
| 4th                                             | 1982年2月5日           | 夢みる頃を過ぎても          | LP                     | DSF-8011               |
| 4th                                             | 1982年2月5日           | 夢みる頃を過ぎても          | CT                     | DCF-1811               |
| 5th                                             | 1983年2月21日          | LONELY GIRL                 | LP                     | DSF-8014               |
| 5th                                             | 1983年2月21日          | LONELY GIRL                 | CT                     | DCF-1814               |
| 6th                                             | 1983年7月21日          | I WANNA MAKE A HIT WIT-CHOO | LP                     | DSF-8015               |
| 6th                                             | 1983年7月21日          | I WANNA MAKE A HIT WIT-CHOO | CT                     | DCF-1815               |
| 7th                                             | 1983年12月5日          | FULL MOON                   | LP                     | DSF-8017               |
| 7th                                             | 1983年12月5日          | FULL MOON                   | CT                     | DCF-1817               |
| アルファ・ムーン                                |                        |                             |                        |                        |
| 8th                                             | 1985年2月10日          | COMMUNICATION               | LP                     | MOON-28024             |
| 8th                                             | 1985年2月10日          | COMMUNICATION               | CT                     | MOCT-28015             |
| 8th                                             | 1985年2月10日          | COMMUNICATION               | CD                     | 38XM-4                 |
| 9th                                             | 1985年11月21日         | 純                          | LP                     | MOON-28030             |
| 9th                                             | 1985年11月21日         | 純                          | CT                     | MOCT-28018             |
| 9th                                             | 1985年11月21日         | 純                          | CD                     | 32XM-9                 |
| 10th                                            | 1986年10月25日         | ヤガマニア                  | LP                     | MOON-28035             |
| 10th                                            | 1986年10月25日         | ヤガマニア                  | CT                     | MOCT-28022             |
| 10th                                            | 1986年10月25日         | ヤガマニア                  | CD                     | 32XM-20                |
| NECアベニュー                                   |                        |                             |                        |                        |
| 11th                                            | 1987年11月12日         | TRUTH HURTS                 | LP                     | N28U-1                 |
| 11th                                            | 1987年11月12日         | TRUTH HURTS                 | CT                     | N28T-1                 |
| 11th                                            | 1987年11月12日         | TRUTH HURTS                 | CD                     | N32C-1                 |
| 12th                                            | 1989年3月10日          | LOVE IS GOLD                | LP                     | N28U-20                |
| 12th                                            | 1989年3月10日          | LOVE IS GOLD                | CT                     | N28K-20                |
| 12th                                            | 1989年3月10日          | LOVE IS GOLD                | CD                     | N32C-20                |
| 13th                                            | 1990年5月31日          | MY INVITATION               | CD                     | NATL-1001              |
| 14th                                            | 1991年7月31日          | State of Amber              | CD                     | NACL-1039              |
| 15th                                            | 1992年9月21日          | Mellow Café                 | CD                     | NACL-1072              |
| 16th                                            | 1994年11月1日          | RENAISSANCE                 | CD                     | NACL-1111              |
| アポロン                                        |                        |                             |                        |                        |
| 17th                                            | 1997年12月5日          | So Amazing                  | CD                     | AHCA-0004              |
| ソニー・ミュージックダイレクト / GT music       |                        |                             |                        |                        |
| 18th                                            | 2013年6月5日           | Here I am 〜Head to Toe〜   | Hybrid Disc            | MHCL-10104             |
| 18th                                            | 2013年6月5日           | Here I am 〜Head to Toe〜   | CD                     | MHCL-2282              |
| ソニー・ミュージックダイレクト / Listen J Label |                        |                             |                        |                        |
| 19th                                            | 2015年12月18日         | There you are               | ハイレゾ               |                        |
| 19th                                            | 2016年1月13日          | There you are               | CD                     | LSNJ-001               |
| 19th                                            | 2018年4月25日          | There you are               | LP                     | DQJL-3443              |
| 20th                                            | 2021年9月29日          | TERRA -here we will stay    | ハイレゾ               |                        |
| 20th                                            | 2021年9月29日          | TERRA -here we will stay    | CD                     | MHCL-2936              |

#### カバーアルバム
| #                                         | 発売日        | タイトル                         | 形態          | 規格品番      |
| NECアベニュー                             | NECアベニュー | NECアベニュー                    | NECアベニュー | NECアベニュー |
| ----------------------------------------- | ------------- | -------------------------------- | ------------- | ------------- |
| 1st                                       | 1992年11月1日 | Christmas at Junko's             | CD            | NACL-1077     |
| アポロン                                  |               |                                  |               |               |
| 2nd                                       | 1996年8月21日 | Inside of Myself                 | CD            | AHCA-0002     |
| ソニー・ミュージックダイレクト / GT music |               |                                  |               |               |
| 3rd                                       | 2012年1月25日 | VREATH 〜My Favorite Cocky Pop〜 | Hybrid Disc   | MHCL-10097    |
| 3rd                                       | 2012年1月25日 | VREATH 〜My Favorite Cocky Pop〜 | CD            | MHCL-2010     |

#### ライブアルバム
| #                                               | 発売日                 | タイトル                               | 形態                   | 規格品番               |
| ディスコメイトレコード                          | ディスコメイトレコード | ディスコメイトレコード                 | ディスコメイトレコード | ディスコメイトレコード |
| ----------------------------------------------- | ---------------------- | -------------------------------------- | ---------------------- | ---------------------- |
| 1st                                             | 1984年11月21日         | JUNKO THE LIVE                         | LP                     | DSF-2005/6             |
| ソニー・ミュージックダイレクト / GT music       |                        |                                        |                        |                        |
| 2nd                                             | 2014年6月11日          | The Night Flight                       | CD                     | MHCL-30226             |
| ソニー・ミュージックダイレクト / Listen J Label |                        |                                        |                        |                        |
| 3rd                                             | 2016年7月20日          | The Night Flight 2                     | 音楽配信               |                        |
| 4th                                             | 2017年2月11日          | プレミアム・シンフォニック・コンサート | CD                     | DQCL-3330              |
| 5th                                             | 2017年4月19日          | The Night Flight 3                     | 音楽配信               |                        |
| 6th                                             | 2018年4月25日          | This is the ヤガ祭り                   | CD                     | MHCL-2753/4            |

#### 企画盤
| #   | 発売日        | タイトル          | 販売元                                    | 形態 | 規格品番     |
| --- | ------------- | ----------------- | ----------------------------------------- | ---- | ------------ |
| 1st | 2014年6月11日 | Here I am premium | ソニー・ミュージックダイレクト / GT music | CD   | MHCL-30227/8 |

#### ベストアルバム
| #    | 発売日         | タイトル                                                  | 販売元                                   | 形態        | 規格品番     |
| ---- | -------------- | --------------------------------------------------------- | ---------------------------------------- | ----------- | ------------ |
| 1st  | 1980年10月21日 | JUNKO THE BEST                                            | ディスコメイトレコード                   | LP          | DSF-8003     |
| 1st  | 1980年10月21日 | JUNKO THE BEST                                            | ディスコメイトレコード                   | CT          | DCF-4501     |
| 2nd  | 1981年5月      | 八神純子 トップ ヒット12                                  | ディスコメイトレコード                   | CT          | DCF-1804     |
| 3rd  | 1982年7月      | サマー イン サマー                                        | ディスコメイトレコード                   | CT          | DCF-1513     |
| 4th  | 1984年7月21日  | 軌跡I                                                     | ディスコメイトレコード                   | LP          | DSF-2001/2   |
| 4th  | 1984年7月21日  | 軌跡I                                                     | ディスコメイトレコード                   | CT          | DCF-4010     |
| 5th  | 1984年7月21日  | 軌跡II                                                    | ディスコメイトレコード                   | LP          | DSF-2003/4   |
| 5th  | 1984年7月21日  | 軌跡II                                                    | ディスコメイトレコード                   | CT          | DCF-4011     |
| 6th  | 1984年8月21日  | 八神純子 ベスト15                                         | ディスコメイトレコード                   | CD          | CDF-10       |
| 7th  | 1987年7月25日  | CHAPTER II BEST SELECTION                                 | アルファ・ムーン                         | LP          | MOON-28048   |
| 7th  | 1987年7月25日  | CHAPTER II BEST SELECTION                                 | アルファ・ムーン                         | CD          | 32XM-50      |
| 8th  | 1990年6月21日  | ベスト・オブ・ミー                                        | NECアベニュー                            | CD          | NACL-1002    |
| 9th  | 1991年3月21日  | BEST OF ME VOL.II Ballad Collection                       | NECアベニュー                            | CD          | NACL-1020    |
| 10th | 1993年5月21日  | Singles Collection                                        | NECアベニュー                            | CD          | NACL-1115    |
| 11th | 1994年5月25日  | BEST SELECTIONS                                           | イーストウエスト・ジャパン               | CD          | AMCM-5020    |
| 12th | 1996年11月21日 | 八神純子 ザ・ベスト・セレクション                         | テイチク                                 | CD          | TECN-20362   |
| 13th | 1999年1月21日  | 八神純子 ベスト・コレクション '74〜'83 至上のラブソング集 | バンダイ・ミュージックエンタテインメント | CD          | APCA-1081    |
| 14th | 1999年2月21日  | ターニング・リーフ                                        | ID NET, Inc.                             | CD          | AHCA-0005    |
| 15th | 1999年3月25日  | 八神純子 ベストコレクション                               | テイチク                                 | CD          | TECN-25497   |
| 16th | 2003年3月26日  | ポプコン・スーパー・セレクション 八神純子 ベスト          | キングレコード                           | CD          | KICS-2401    |
| 17th | 2005年3月23日  | 八神純子 2CD BEST 1978〜1983                              | ヤマハミュージックコミュニケーションズ   | CD          | YCCU-10007/8 |
| 17th | 2012年6月13日  | 八神純子 2CD BEST 1978〜1983                              | ヤマハミュージックコミュニケーションズ   | Blu-spec CD | YCCU-10031/2 |
| 18th | 2006年12月21日 | ポプコン・マイ・リコメンド 八神純子 ポップ・ヒッツ        | キングレコード                           | CD          | KICS-2475    |
| 19th | 2006年12月21日 | ポプコン・マイ・リコメンド 八神純子 バラード              | キングレコード                           | CD          | KICS-2476    |
| 20th | 2012年8月8日   | ゴールデン☆ベスト 八神純子                                | ワーナーミュージック・ジャパン           | CD          | WPCL-11127   |
| 21st | 2020年3月25日  | MOON YEARS                                                | ワーナーミュージック・ジャパン           | CD          | WPCL-13188   |

### CD-BOX
| #   | 発売日        | タイトル                         | 販売元                     | 形態   | 規格品番 |
| --- | ------------- | -------------------------------- | -------------------------- | ------ | -------- |
| 1st | 2002年9月21日 | 八神純子 CD-BOX                  | ビクターエンタテインメント | CD     | VCS-1020 |
| 2nd | 2009年3月18日 | 八神純子 1974〜1986 SINGLES plus | ビクターエンタテインメント | CD+DVD | VIZL-326 |

### ビデオグラム
メディア種別の注記なきものはDVD
1. SURPRISE!!（1986年4月21日（VHS、VHD、レーザーディスク。後に八神純子 1974〜1986 SINGLES plusにDVDで収録））
2. TRUTH HURTS（1988年3月21日（CDビデオ））
3. コッキーポップ・コレクション Vol.1（2004年9月29日）
4. コッキーポップ・コレクション Vol.2（2005年3月24日）
5. コッキーポップ・コレクション Vol.3（2007年4月25日）
6. コッキーポップ・コレクション Vol.4（2010年10月27日）
7. There you are THE LIVE（2017年1月25日(BD、DVD)）
8. 「ヤガ祭り 2017」Key of J Special（2017年12月20日）
9. 「ヤガ祭り 2018」Key of J Special（2019年4月28日）
10. ヤガ祭り the 3rd 2021（2022年4月23日）
11. ヤガ祭り the 4th 2022（2023年6月25日）

### 参加作品
| 発売日         | 商品名                  | 歌                     | 楽曲                   | 備考                                                                                        |
| -------------- | ----------------------- | ---------------------- | ---------------------- | ------------------------------------------------------------------------------------------- |
| 1975年         | コッキー・アルバム'75   | 八神純子               | 「幸せの時」           |                                                                                             |
| 1975年         | コッキー・フレッシュ    | 八神純子               | 「幸せの国へ」         |                                                                                             |
| 1976年         | コッキー・フォーエバー  | 八神純子               | 「幸せの時」           |                                                                                             |
| 1999年10月27日 | FUTURE CLASSICS         | GTS feat. June Stanley | 「Distant Memories」   | 「想い出のスクリーン」の英語バージョン                                                      |
| 2005年12月21日 | LIVE!!POPCON HISTORY II | 八神純子               | 「雨の日のひとりごと」 | ヤマハポピュラーソングコンテスト公式アルバムのCD化。 第7回から第9回までのライブ音源を収録。 |
| 2005年12月21日 | LIVE!!POPCON HISTORY II | 八神純子               | 「幸せの時」           | ヤマハポピュラーソングコンテスト公式アルバムのCD化。 第7回から第9回までのライブ音源を収録。 |
| 2005年12月21日 | LIVE!!POPCON HISTORY II | 八神純子               | 「幸せの国へ」         | ヤマハポピュラーソングコンテスト公式アルバムのCD化。 第7回から第9回までのライブ音源を収録。 |
| 2013年9月9日   | THE BIG BAND            | 八神純子               | 「みずいろの雨」       | 奥田宗宏とザ・ブルースカイオーケストラの創立80周年記念アルバム。 ゲストボーカルとして参加。 |
| 2013年9月9日   | THE BIG BAND            | 八神純子               | 「Fascination」        | 奥田宗宏とザ・ブルースカイオーケストラの創立80周年記念アルバム。 ゲストボーカルとして参加。 |
| 2013年9月9日   | THE BIG BAND            | 八神純子               | 「The Gentle Rain」    | 奥田宗宏とザ・ブルースカイオーケストラの創立80周年記念アルバム。 ゲストボーカルとして参加。 |
| 2013年9月9日   | THE BIG BAND            | 八神純子               | 「Heres to Life」      | 奥田宗宏とザ・ブルースカイオーケストラの創立80周年記念アルバム。 ゲストボーカルとして参加。 |
| 2015年9月30日  | 男と女5                 | 稲垣潤一/八神純子      | 「愛は時を越えて」     | 稲垣潤一とデュエット。 大橋純子の同名曲のカバー。                                           |

### タイアップ
| 曲名                                          | タイアップ                                                                | 収録作品                                                  |
| --------------------------------------------- | ------------------------------------------------------------------------- | --------------------------------------------------------- |
| 思い出は美しすぎて                            | 『コッキーポップ』テーマソング                                            | シングル「思い出は美しすぎて」                            |
| さよならの言葉                                | 『コッキーポップ』テーマソング                                            | シングル「さよならの言葉」                                |
| 恋人同志                                      | 『ロッテ 歌のアルバム』テーマソング                                       | シングル「さよならの言葉」                                |
| パープルタウン 〜You Oughta Know By Now〜     | JALPAK「I LOVE NEWYORKキャンペーン」CMイメージソング                      | シングル「パープルタウン 〜You Oughta Know By Now〜」     |
| Mr.ブルー 〜私の地球〜                        | NHK総合『パノラマ太陽系』テーマソング                                     | シングル「Mr.ブルー 〜私の地球〜」                        |
| I'm A Woman                                   | YAMAHAスピーカー『NS-460』イメージソング                                  | シングル「I'm A Woman」                                   |
| サマー イン サマー 〜想い出は、素肌に焼いて〜 | JAL沖縄キャンペーン'82 サマー イン サマー イメージ・ソング                | シングル「サマー イン サマー 〜想い出は、素肌に焼いて〜」 |
| ラブ・シュープリーム 〜至上の愛〜             | 東映『宇宙戦艦ヤマト 完結編』主題歌                                       | シングル「ラブ・シュープリーム 〜至上の愛〜」             |
| NATURALLY（ナチュラリー）                     | テレビ朝日放映ドラマ『女たちの課外授業』主題歌                            | シングル「NATURALLY (ナチュラリー)」                      |
| チーター (CHEATER)                            | TBS系金曜ドラマ「許せない結婚」挿入歌                                     | シングル「チーター (CHEATER)」                            |
| FUN CITY                                      | 住友生命ヤングベストII イメージソング                                     | シングル「FUN CITY」                                      |
| カメレオン                                    | クラリオンCF “Let's Sing編” 挿入曲                                        | シングル「カメレオン」                                    |
| ピアノとわたし                                | NHK『みんなのうた』1991年4月-5月放送曲                                    | アルバム『State of Amber』（初回限定盤）                  |
| Renaissance                                   | テレビ東京系『NEC 岡本綾子のスーパーゴルフ』エンディング曲                | アルバム『RENAISSANCE』                                   |
| さくら証書                                    | NHKラジオ「深夜便のうた」2012年1-3月放送曲                                | シングル「さくら証書」                                    |
| さくら証書                                    | BSジャパン『グッドマザーズ 母から生まれたすべての人へ』オープニングテーマ | アルバム『Here I am 〜Head to Toe〜』                     |
| チョコと私                                    | NHK『みんなのうた』2014年2-3月放送曲                                      | シングル「チョコと私」                                    |
| ヒピディ・ホプディ・パンプ                    | NHK『みんなのうた』1998年12月-1999年1月放送曲                             | シングル「チョコと私」                                    |
| 負けないわ                                    | ytv・日本テレビ系『秘密のケンミンSHOW 極』エンディングテーマ              | アルバム『TERRA - here we will stay』                     |

## 提供曲
- 岩崎良美「Prologue」（作詞・作曲）「君の傍らの月」（作曲）
- 太田貴子「ガラスのシャボン玉」（作曲）
- 河合奈保子「街角」「MY BOY」（作詞・作曲）「コントロール」「夏の日の恋」「太陽の下のストレンジャー」「デリカシー」「幻の夏」（作曲）
- 沢田研二「スーパージェネレーション」（作曲）
- 宮崎美子「NO RETURN」（作曲）

## 著書
1. 54日間のアメリカ人（1980年10月、ヤマハミュージックメディア、ISBN 978-4636208269）
2. 探しものは心の中に―アメリカ子育て日記（1997年6月、角川書店、ISBN 978-4048834889）

## コンサート
- 1978年7月 初の単独ライブ『Summer Samba』（旧：渋谷エピキュラス）
- 1978年8月26日『GIRL GIRL GIRL』（日比谷野外音楽堂。庄野真代、尾崎亜美らと共演）
- 1978年秋 初のコンサートツアー 10会場
- 1979年春 『Between Hello and Goodbye』43会場
- 1979年秋 『Another Diary』10会場
- 1980年8月3日 『メトロポリス サンセット80』
- 1980年秋 『Nice To See You Again』22本
- 1981年8月2日 『メトロポリス サンセット81』
- 1981年秋 『夢見る頃を過ぎても』31会場
- 1982年7月28日 『メトロポリス サンセット82』名古屋城
- 1982年8月31日 『メトロポリス サンセット82』大阪城
- 1982年秋 『Touch you,tonight』25会場
- 1983年冬 - 『FULL MOON』13会場
- 1985年〜1986年 『八神元年 LOVE MESSAGE』札幌市民会館、中野サンプラザホール、大阪厚生年金会館ほか
- 2011年11月2日 『BIG BAND × BIG SINGER 』SHIBUYA AX 当初2011年5月17日に予定されていた復帰コンサートが東日本大震災で半年延期になったもの。
- 2012年 『翼 －私の心が聞こえますか。－』50会場
- 2013年 『Here I am』『12/23 クリスマスディナーショー　w/ブルースカイオーケストラ　@グランドプリンスホテル新高輪』
- 2014年 『Here I am～チョコと私～』『八神純子 with 後藤次利 Night Flight（@コットン・クラブ、横浜モーション・ブルー、他）』『9/13 仙台ジャズフェス、ゲスト』『12/21 八神純子 with Swingy Jクリスマスディナーショー　@フォレストイン昭和館』
- 2015年 『There you are』『There you are～あなたの街へ～』『八神純子 with 後藤次利　Night Flight2』
- 2016年 『There you are』『There you are～キミの街へ～』『八神純子 with 後藤次利　Night Flight3』『プレミアム シンフォニック コンサート』他
- 2017年 『ヤガ祭り2017 There You Are Tour Special』『There you are～キミの街へ～』『There you are～キミの街へ～再会～』『八神純子 with 後藤次利　Night Flight4』『クリスマスディナーショー Songs for your Heart』他
- 2018年 『ヤガ祭り2018～Anniversary Year Special～』『There you are～キミの街へ～Anniversary Year～』『八神純子 with 後藤次利　Night Flight5』『クリスマスディナーショー Songs for your Heart on Xmas Eve』他
- 2019年 『八神純子 with 後藤次利　Night Flight6』『八神純子コンサート キミの街へ ～Try Angle』『八神純子 Touch of Summer Concert』『八神純子Live キミの街へ ～Here We Go！』『八神純子 キミの街へ ～ Touch of Autumn』『八神純子 with 後藤次利　Night Flight7』他
- 2020年 『No Matter What, I Sing』（配信ライブあり）『配信Live-X 八神純子 with 後藤次利 The Night Flight8』
- 2021年 『Renaissance Classics 八神純子 New Year Premium Orchestra Concert 2021』『八神純子 Live キミの街へ ～Here We Go！』『八神純子 Live 2021 No Matter What, I Sing〜Zepp Round2』『八神純子 with 後藤次利　The Night Flight9』『ヤガ祭り　The 3rd』
- 2022年 『Renaissance Classics 八神純子 New Year Premium Orchestra Concert〜Wings for the future』『八神純子 Live キミの街へ ～for all living things』『八神純子 with 後藤次利　The Night Flight10 〜Last Flight』『ヤガ祭り　The 4th』
- 2023年 『八神純子 Live キミの街へ ～for all living things』『八神純子 Zepp Round3』『ヤガ祭り　The 5th （前夜祭と本祭、人見記念講堂）』他
- 2024年 『八神純子 Live キミの街へ ～for all living things』『八神純子 Live キミの街へ ～Share the moment with you』『6/29-30 初のニューヨークライブ、Birdland Jazz Club』『ヤガ祭り　The 6th（前夜祭は岩崎宏美とデュオ）』他

## 主なテレビ・ラジオ出演
- アイ ラブ キャンパス（TBSラジオ）
- ぎんざNOW!（TBS、1978年、「さよならの言葉」プロモーション時）
- デデと純子のミュージックトリップ（プロデビュー前の1976年 - 1980年、文化放送） - 霊友会 提供の帯番組、川村ひさし（川村龍一）と共演
- 2010年10月13日 NHK総合「SONGS」第152回[45]
- 2013年6月22日 NHK総合「SONGS」第265回[46]
- 2022年9月13日 NHK総合「うたコン」世界で愛される日本の歌
- RADIO1980（NHK-FM）
- 八神純子 MUSIC TOWN[47][注釈 20]
- 2023年4月26日 テレビ朝日 「今聴きたい昭和の名曲！レジェンド18選」
- 2023年6月24日 フジテレビ ミュージック・フェア 「雨の特集」

### NHK紅白歌合戦
| 年度/放送回               | 回 | 曲目           | 出演順 | 対戦相手         |
| ------------------------- | -- | -------------- | ------ | ---------------- |
| 1980年（昭和55年）/第31回 | 初 | パープルタウン | 07/23  | クリスタルキング |

- 出演順は「出演順/出場者数」で表す。